# Cerura presidio
Cerura presidio är en fjärilsart som beskrevs av Dyar 1922. Cerura presidio ingår i släktet Cerura och familjen tandspinnare. Inga underarter finns listade i Catalogue of Life.